# Drive (R.E.M.)
Drive è un brano della band statunitense R.E.M. La canzone è il primo singolo estratto dall'ottavo album della band Automatic for the People (1992).
Il video del brano è stato diretto da Peter Care, e girato nell'agosto 1992 a Sepulveda Dam nella zona di Los Angeles.
Eminem campiona questa canzone nel brano Space Bound, quarto singolo tratto dell'album Recovery.

## Tracce

### US 7", Cassette and CD Single
1. Drive – 4:25
2. Winged Mammal Theme – 2:55

### UKCollector's EditionCD Single
1. Drive – 4:25
2. It's a Free World Baby – 5:11
3. Winged Mammal Theme – 2:55
4. First We Take Manhattan (Leonard Cohen) – 6:06

### DE CD Maxi-Single
1. Drive – 4:25
2. World Leader Pretend – 4:15
3. Winged Mammal Theme – 2:55

### UK and DE 7" and Cassette Single
1. Drive – 4:25
2. World Leader Pretend – 4:15

## Classifiche
| Classifica (1992)             | Posizione massima |
| ----------------------------- | ----------------- |
| Australia                     | 34                |
| Austria                       | 11                |
| Belgio (Fiandre)              | 13                |
| Canada                        | 7                 |
| Finlandia                     | 11                |
| Germania                      | 13                |
| Irlanda                       | 4                 |
| Italia                        | 16                |
| Norvegia                      | 3                 |
| Nuova Zelanda                 | 5                 |
| Paesi Bassi                   | 13                |
| Regno Unito                   | 11                |
| Stati Uniti                   | 28                |
| Stati Uniti (alternative)     | 1                 |
| Stati Uniti (mainstream rock) | 2                 |
| Stati Uniti (pop)             | 23                |
| Svezia                        | 24                |
| Svizzera                      | 7                 |